# Badminton-Asienmeisterschaft 1965
Die Badminton-Asienmeisterschaft 1965 fand vom 30. Oktober bis zum 14. November in Lucknow, Indien, statt.

## Medaillengewinner
| Disziplin    | Gold                                            | Silber                                                                              | Bronze                                                                   |
| ------------ | ----------------------------------------------- | ----------------------------------------------------------------------------------- | ------------------------------------------------------------------------ |
| Herreneinzel | Dinesh Khanna                                   | Sangob Rattanusorn                                                                  | Tan Yee Khan                                                             |
| Herreneinzel | Dinesh Khanna                                   | Sangob Rattanusorn                                                                  | Suresh Goel                                                              |
| Dameneinzel  | Angela Bairstow                                 | Ursula Smith                                                                        | Meena Shah                                                               |
| Dameneinzel  | Angela Bairstow                                 | Ursula Smith                                                                        | Sarojini Apte                                                            |
| Herrendoppel | Narong Bhornchima Chavalert Chumkum             | Tan Yee Khan Temshakdi Mahakonok                                                    | Wong Fai Hung Koo Man For                                                |
| Herrendoppel | Narong Bhornchima Chavalert Chumkum             | Tan Yee Khan Temshakdi Mahakonok                                                    | Sangob Rattanusorn Sila Ulao                                             |
| Damendoppel  | Ursula Smith Angela Bairstow                    | Rosalind Singha Ang Teoh Siew Yong                                                  | Lucky Dharmasena Neelanthi Kannangara                                    |
| Damendoppel  | Ursula Smith Angela Bairstow                    | Rosalind Singha Ang Teoh Siew Yong                                                  | Sumol Chanklum Boopha Kaenthong                                          |
| Mixed        | Tan Yee Khan Angela Bairstow                    | Chavalert Chumkum Ursula Smith                                                      | A. I. Sheikh Achala Karnik                                               |
| Mixed        | Tan Yee Khan Angela Bairstow                    | Chavalert Chumkum Ursula Smith                                                      | Owen Roncon Sarojini Apte                                                |
| Herrenteam   | Malaysia Tan Yee Khan Teh Kew San Yew Cheng Hoe | Thailand Sangob Rattanusorn Narong Bhornchima Chavalert Chumkum Raphi Kanchanaraphi | Indien Dipu Ghosh Suresh Goel Nandu M. Natekar Dinesh Khanna Raman Ghosh |
| Herrenteam   | Malaysia Tan Yee Khan Teh Kew San Yew Cheng Hoe | Thailand Sangob Rattanusorn Narong Bhornchima Chavalert Chumkum Raphi Kanchanaraphi | Japan Takeshi Anzawa Koichi Ohtake Yoshinori Itagaki                     |

## Halbfinale
| Disziplin    | Sieger                              | Finalist                              | Ergebnis           |
| ------------ | ----------------------------------- | ------------------------------------- | ------------------ |
| Herreneinzel | Sangob Rattanusorn                  | Tan Yee Khan                          | 12–15, 15–13, 15–1 |
| Herreneinzel | Dinesh Khanna                       | Suresh Goel                           | 15–9, 15–8         |
| Dameneinzel  | Angela Bairstow                     | Sarojini Apte                         | –, –               |
| Dameneinzel  | Ursula Smith                        | Meena Shah                            | 11–4, 11–6         |
| Herrendoppel | Tan Yee Khan Temshakdi Mahakonok    | Sangob Rattanusorn Sila Ulao          | 15–12, 15–18, 15–8 |
| Herrendoppel | Narong Bhornchima Chavalert Chumkum | Wong Fai Hung Koo Man For             | 15–13, 17–16       |
| Damendoppel  | Rosalind Singha Ang Teoh Siew Yong  | Lucky Dharmasena Neelanthi Kannangara | 15–2, 15–1         |
| Damendoppel  | Angela Bairstow Ursula Smith        | Sumol Chanklum Boopha Kaenthong       | –, –               |
| Mixed        | Chavalert Chumkum Ursula Smith      | Owen Roncon Sarojini Apte             | 15–2, 15–9         |
| Mixed        | Tan Yee Khan Angela Bairstow        | A. I. Sheikh Achala Karnik            | –, –               |

## Finale
| Disziplin    | Sieger                              | Finalist                           | Ergebnis         |
| ------------ | ----------------------------------- | ---------------------------------- | ---------------- |
| Herreneinzel | Dinesh Khanna                       | Sangob Rattanusorn                 | 15–3, 15–11      |
| Dameneinzel  | Angela Bairstow                     | Ursula Smith                       | 11–6, 11–4       |
| Herrendoppel | Narong Bhornchima Chavalert Chumkum | Tan Yee Khan Temshakdi Mahakonok   | 15–8, 15–10      |
| Damendoppel  | Angela Bairstow Ursula Smith        | Rosalind Singha Ang Teoh Siew Yong | 18–13, 15–11     |
| Mixed        | Tan Yee Khan Angela Bairstow        | Chavalert Chumkum Ursula Smith     | 6–15, 15–3, 15–2 |

## Medaillenspiegel
| Rang   | Land     | Gold | Silber | Bronze | Gesamt |
| ------ | -------- | ---- | ------ | ------ | ------ |
| 1      | England  | 2,5  | 1,5    | 0      | 4      |
| 2      | Malaysia | 1,5  | 1,5    | 1      | 4      |
| 3      | Thailand | 1    | 3      | 2      | 6      |
| 4      | Indien   | 1    | 0      | 6      | 7      |
| 5      | Japan    | 0    | 0      | 1      | 1      |
|        | Hongkong | 0    | 0      | 1      | 1      |
|        | Ceylon   | 0    | 0      | 1      | 1      |
| Gesamt | Gesamt   | 6    | 6      | 12     | 24     |